# Рефлекс
Рефле́кс, укр. ві́друх — автоматична цілісна стереотипна реакція організму на певний подразник, на зміни зовнішнього середовища або внутрішнього стану, яка здійснюється при обов'язковій участі центральної нервової системи. Рефлекс забезпечується об'єднанням аферентних, вставних і еферентних нейронів, що складають рефлекторну дугу. Іншими словами, для виникнення рефлексу необхідна наявність чутливого нервового закінчення; нервових волокон для передачі повідомлення, яке несе подразник; органа, що перетворить інформацію в реакцію; і, нарешті, м'язів і залоз для здійснення самої реакції — зазвичай, якого-небудь механічного руху.
У залежності від того, залучається в рефлекторну дугу кора головного мозку чи ні, виділяють наступні рефлекси.

## Умовний рефлекс
Рефлекс називають умовним, якщо він викликається стимулом, відмінним від первісного (або від уродженого). Це відбувається, коли другий подразник неодноразово повторюється разом із природним стимулом.
Цей вид рефлексу вперше був описаний фізіологом Іваном Павловим, який помітив, що якщо щоразу під час годівлі собаки дзвонити в дзвіночок, то за якийсь час у нього починає виділятися слина як відповідь на дзенькіт дзвіночка — спочатку цю рефлекторну реакцію викликала тільки їжа. Саме описаний різновид умовного рефлексу лежить в основі багатьох сучасних методів, використовуваних для дресирування тварин.

## Безумовний рефлекс
Безумовний рефлекс (від латів. reflexus — віддзеркалення) — це спадково закріплена форма реагування на біологічно значущі дії зовнішнього світу або зміни внутрішнього середовища організму.
Після відкриття безумовного рефлексу була визначена рефлекторна дуга. На відміну від умовних рефлексів, що діють таким же чином, безумовні рефлекси забезпечують пристосування до відносно постійних умов. Проте в чистому вигляді|виді| безумовні рефлекси практично не існують. У онтогенезі на їх основі надбудовуються складні системи умовних рефлексів. Загальноприйнятій класифікації безумовних рефлексів немає, проте виділяють найважливіші з них — харчовий, оборонний, статевий, орієнтувальний.
Залежно від місця розташування рецептора рефлекси поділяються на:
- Сухожилкові рефлекси
- Періостальні рефлекси
- Поверхневі рефлекси

Також виділяють патологічні рефлекси, які поділяються на:
- Рефлекси орального автоматизму
- Розгинальні рефлекси
- Згинальні рефлекси
- Інші патологічні рефлекси